# All My Books
All My Books — условно-бесплатная утилита, которая представляет собой гибкий и простой в использовании каталогизатор для ведения домашней персональной библиотеки под управлением операционной системы Microsoft Windows.

## Описание
All My Books предназначена для создания уникального персонального каталога в системе с поддержкой режима работы в сети, позволяя организовать доступ к электронному каталогу с компьютера, который имеет доступ к локальной домашней сети.
All My Books может обрабатывать не только электронные и печатные издания (FB2, FB2.ZIP, LRF, LIT, MOBI, PRC, PDB, EPUB), но и аудиокниги (MP3, WMA, OGG), которые в дальнейшем могут быть прослушаны из самой программы без вмешательства сопряжённой утилиты, установленной в операционной системе. Также, в утилиту встроены справочники о персонах и друзьях, которые можно оперативно организовать. Утилита поддерживает быструю загрузку информации о книге из онлайн-библиотек с детальным описанием, в которое включено обложка, тираж, рецензия, сюжет, серия, год, переплёт, ISBN, формат файла, количество страниц, язык, жанр, автор, издательство и множество других стандартных полей.
Внешний вид библиотеки можно редактировать с помощью HTML-шаблонов. В All My Books имеется удобная статистика, которая позволяет сортировать и просматривать данные по жанрам, авторам, обложкам и прочему. Программа поддерживает экспорт данных коллекции в PDF-файл, печать, темы оформления, плагины, а также пользовательские поля для создания текстовых надписей, которые не включены в стандартный шаблон.
Всю цифровую библиотеку в любое время можно экспортировать в формат HTML, CHM, XLS или на мобильное устройство. All My Books позволяет открытие электронных книг внутри программы, добавление онлайн-источников для осуществления импорт данных о электронной книге, а также импорт данных из текстового документа или табличного процессора Microsoft Excel.
В каталогизаторе All My Books можно осуществить поиск по ключевому слову или заданному критерию, который производится как по стандартным, так и пользовательским полям, а менеджер отдельных книг может напомнить, кому была отдана книга или серия книг. Созданную базу данных можно защитить паролем от посторонних действий или нежелательного просмотра.